# Campanhol-de-cauda-cinzenta
O campanhol-de-cauda-cinzenta (Microtus canicaudus) é um roedor do gênero Microtus da família Cricetidae. Os campanhóis são pequenos mamíferos, e essa espécie está aproximadamente no meio de sua faixa de tamanho. Coletada pela primeira vez em 1895, é endêmica do Vale do Willamette, Oregon, e do Condado de Clark, Washington, na região noroeste do Pacífico da América do Norte. Historicamente, eles eram encontrados nas áreas de pradaria do Vale do Willamette e, embora muitas dessas áreas tenham sido convertidas para fins agrícolas, esses animais continuam sendo comuns. Por motivos que ainda não estão claros, as densidades populacionais de campanhóis em qualquer área podem variar muito de uma estação para outra e de um ano para outro. Eles são predados por corujas, falcões e mamíferos carnívoros, e seus parasitas incluem pulgas e carrapatos. Esses campanhóis constroem tocas e redes complexas de túneis, que às vezes compartilham com outros animais escavadores. Sabe-se relativamente pouco sobre seu comportamento na natureza, pois eles são esquivos e dificilmente entram em armadilhas.

## Taxonomia

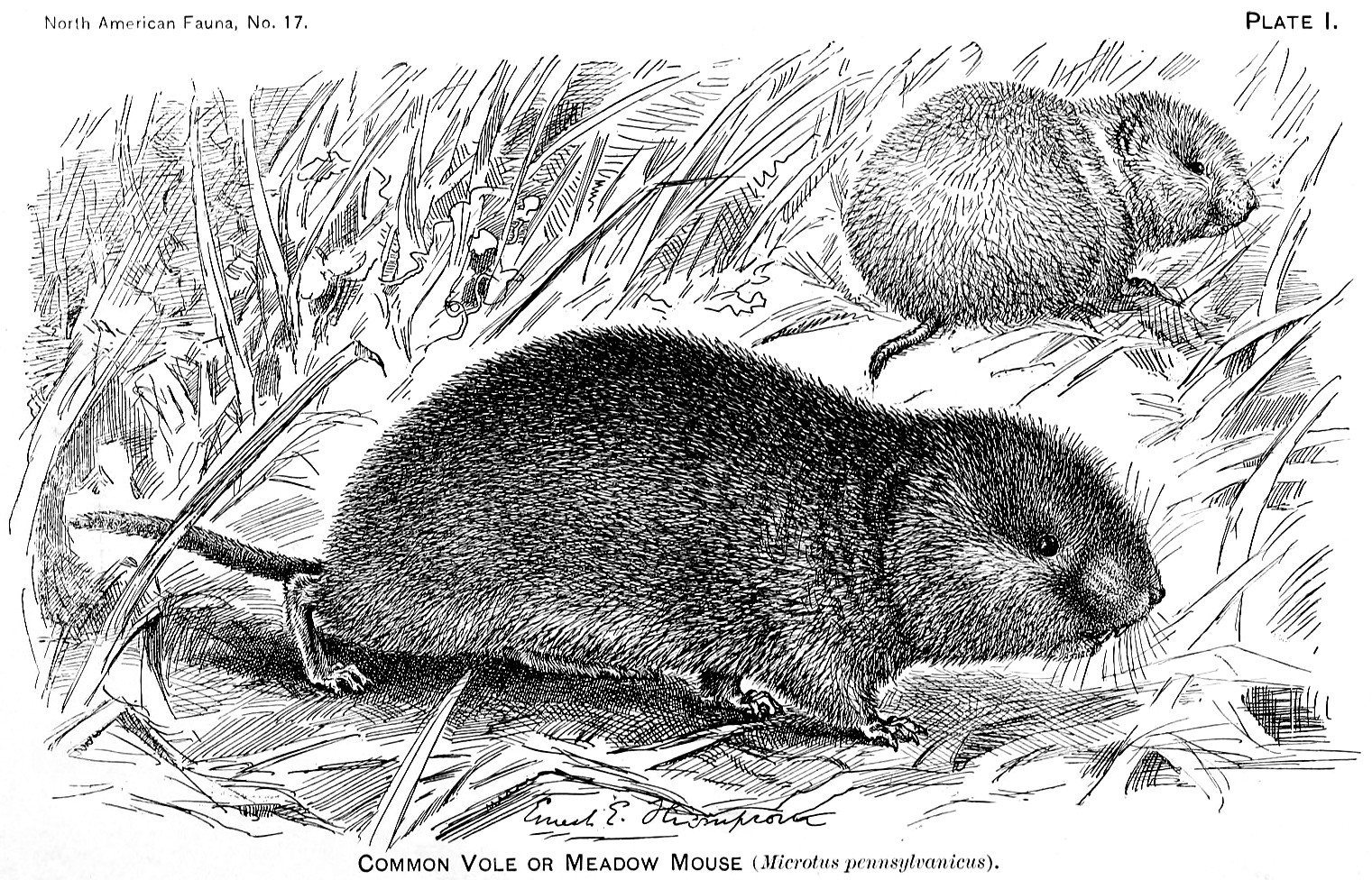
Ilustração de uma espécie relacionada de Microtus.

O nome científico do campanhol-de-cauda-cinzenta é Microtus canicaudus. O nome genérico Microtus deriva das palavras do grego antigo μικρός (pequeno) e οὖς (orelha). O nome da espécie canicaudus deriva do latim canens (cinza) e cauda (cauda). O campanhol-de-cauda-cinzenta foi descrito pela primeira vez em 1897 por Gerrit Smith Miller em Proceedings of the Biological Society of Washington. O espécime-tipo foi coletado em McCoy, Oregon [en], em 1º de dezembro de 1895, por B.J. Bretherton. O exame inicial de Miller incluiu o espécime-tipo e outros onze. Dois de sua coleção foram obtidos em Beaverton. Os espécimes restantes, coletados em McCoy, faziam parte do Levantamento Biológico do Museu Nacional dos EUA, sob a direção de Clinton Hart Merriam.
O campanhol-de-cauda-cinzenta é monotípico, mas há algumas diferenças entre os espécimes obtidos em ambos os lados do Rio Columbia. Parece ser uma espécie irmã do campanhol-da-montanha (Microtus montanus) ou do campanhol-de-Townsend (Microtus townsendii). Foi classificado como uma raça geográfica ou subespécie do campanhol-da-montanha por Hall e Kelson em 1951, mas análises laboratoriais, incluindo eletroforese e avaliações de cariótipo, confirmaram posteriormente que se trata de duas espécies distintas. Os cariótipos do campanhol-da-montanha e do campanhol-de-cauda-cinzenta são diferentes em termos de homologia em 6 dos 22 braços autossômicos. A quantidade e a distribuição da heterocromatina entre os cromossomos X e os autossomos também são diferentes. As duas espécies são alopátricas, mas não de forma contígua.

## Descrição
O campanhol-de-cauda-cinzenta é um pequeno mamífero no meio da faixa de tamanho dos campanhóis em geral. O pelo do dorso é marrom-amarelado ou cinza-amarelado. Ele tem uma cauda curta, preta ou marrom na parte superior e acinzentada na parte inferior. Os filhotes têm pelagem cinza na parte inferior e um cinza mais escuro, “fuliginoso”, no dorso. Os pés dos filhotes são escuros e eles têm uma cauda cinza com uma faixa preta. Eles são semelhantes em tamanho e aparência geral ao campanhol-da-montanha, mas com uma pelagem mais amarelada e uma cauda mais cinza. O espécime-tipo media 135 mm de comprimento total. As vértebras da cauda mediam 33 mm e a pata traseira media 20 mm. Os adultos típicos medem em média 141 mm de comprimento total, com uma cauda de 35 mm. Os pés medem 20 mm e as orelhas 12 mm. Em cada lado, eles têm um incisivo superior e inferior e três molares superiores e inferiores, totalizando 16 dentes.
Os campanhóis-de-cauda-cinzenta são simpátricos ao campanhol-de-Townsend (Microtus townsendii), com o qual compartilham muitas semelhanças e podem ser distinguidos pela aparência, pois o campanhol-de-Townsend tem coloração mais escura, cauda mais longa e diferenças na estrutura do palato duro. O campanhol-de-cauda-cinzenta e o campanhol-da-montanha também diferem em alguns aspectos da estrutura do palato duro, especialmente nos forames incisivos. O campanhol-de-cauda-cinzenta também compartilha sua área geográfica com o campanhol-de-Oregon (Microtus oregoni). O campanhol-de-cauda-cinzenta tem uma constituição mais robusta, olhos maiores e algumas diferenças nos molares superiores.

## Distribuição e habitat

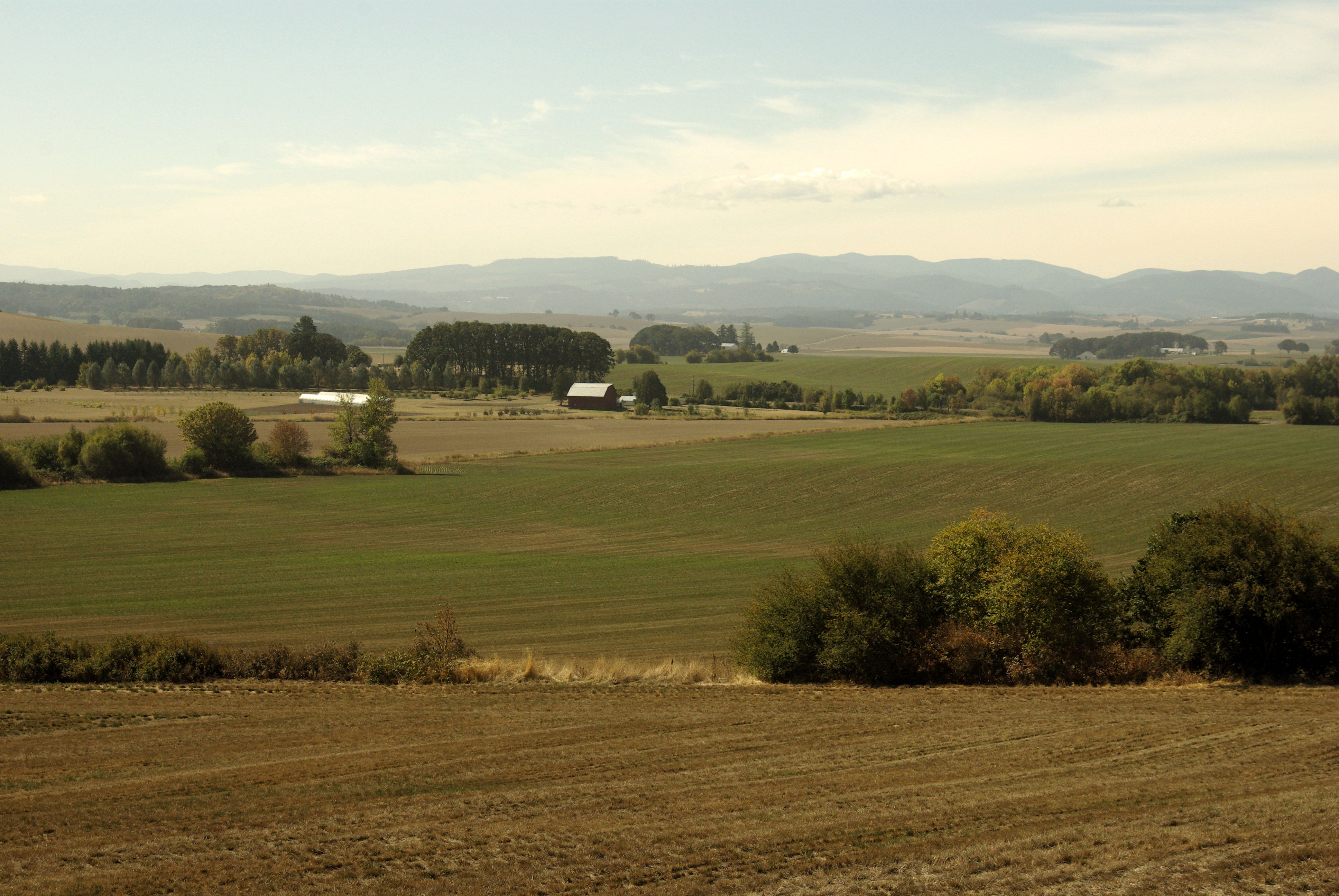
Pradaria no Vale do Willamette, convertida para uso agrícola.

O campanhol-de-cauda-cinzenta é endêmico do Vale do Willamette, Oregon, e do Condado de Clark, Washington. Sua área de distribuição no Oregon se estende de Scappoose e Gresham, ao norte, passando pelo Vale do Willamette até os arredores de Eugene. Relatos da espécie a leste da Cordilheira das Cascatas foram questionados. Os campanhóis-de-cauda-cinzenta são predominantes em áreas agrícolas: são encontrados dentro e ao redor de pastos, campos de feno, campos de grãos e outros habitats. Eles já habitaram pradarias gramadas do vale. Essas pradarias eram queimadas anualmente pelos nativos americanos, com efeitos incertos sobre as populações de campanhóis.
Vernon Orlando Bailey [en] descreve o Vale do Willamette como parte da divisão úmida da Zona de Transição. A precipitação anual é de 100 cm, caindo principalmente no inverno. O vale é mais quente e seco do que as colinas ao redor, com menos florestas e mais adequado para uso agrícola. Em 1901, o zoólogo Edmund Heller visitou McCoy, onde o espécime-tipo do campanhol-de-cauda-cinzenta havia sido coletado. O relato de sua viagem foi feito por Daniel Giraud Elliot, referindo-se especificamente ao terreno habitado pelo campanhol-de-cauda-cinzenta.

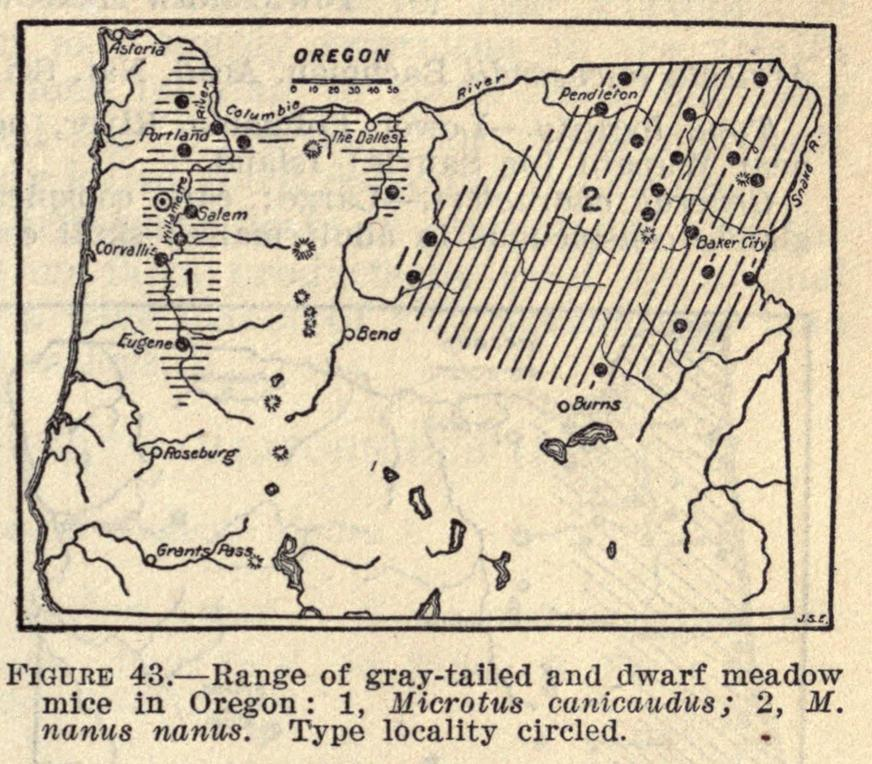
Distribuição do campanhol-de-cauda-cinzenta e do camundongo-anão-dos-prados no Oregon.

Heller descreveu a área ao redor de McCoy como “praticamente o mesmo tipo de região de Beaverton, mas mais plana e arborizada. A cordilheira costeira fica a cerca de quinze milhas de distância. Em alguns lugares, há florestas de abetos-de-Douglas, mas a terra é principalmente aberta e gramada. Também há carvalhos brancos e alguns pinheiros amarelos, e a região, a meu ver, era mais transicional do que a de Beaverton." Ele descreveu Beaverton como: “baixa e ondulada, mas não há colinas nas imediações da cidade. A terra arborizada é coberta por florestas de pinheiro-amarelo (Pinus jeffreyi), abeto-de-Douglas (Pseudotsuga menziesii), carvalho-branco (Quercus zarryana), etc. O solo é principalmente de adobe preto, exceto nas partes mais altas, onde é em grande parte argiloso. A região é evidentemente de transição no caráter de sua vegetação, conforme demonstrado pela presença do pinheiro-amarelo e do carvalho-branco."
Os mamíferos que compartilham a Zona de Transição com o campanhol-de-cauda-cinzenta incluem: cervo-de-Roosevelt [en], veado-de-rabo-preto [en], veado-de-cauda-branca-da-Colômbia [en], coelho-de-Washington, coelho-do-chaparral, esquilo-cinza-prateado, esquilo-de-Douglas, tâmia-de-Townsend [en], esquilo-terrestre-de-Douglas, esquilo-voador-do-Oregon, campanhol-arborícola-vermelho, campanhol-de-Townsend, rato-rastejante-do-Oregon, castor-das-montanhas (Aplodontia rufa), camundongos saltadores, incluindo Zapus princeps [en] e Zapus trinotatus [en],  Thomomys bulbivorus,  Thomomys mazama e lince-pardo (Lynx rufus). As aves da área de distribuição incluem: tetraz-fuligem [en], tetraz-de-colar, pombo-de-cauda-curta, coruja-pigmeu-da-Califórnia, pica-pau-de-Harris, pica-pau-de-Lewis, andorinhão-de-vaux, gaio-de-Steller, mariquita-de-Townsend [en], trepadeira-da-Califórnia, chapim-de-cabeça-preta, chapim-de-dorso-castanho, painço-real-de-coroa-dourada-do-oeste e bico-grossudo-de-cabeça-preta.

## Comportamento
Os campanhóis-de-cauda-cinzenta são roedores escavadores que constroem redes complexas de túneis e tocas. Eles também podem fazer ninhos acima do solo, abrigados sob madeira, equipamentos abandonados ou outros detritos agrícolas. Sabe-se que eles usam as redes de túneis do Thomomys bulbivorus. Os túneis são construídos para fornecer abrigo durante os períodos úmidos, que são frequentes em toda a sua área de distribuição. Quando os túneis são inundados, os campanhóis nadam para áreas secas ou câmaras nas quais o ar foi retido. Se as redes forem completamente inundadas, eles se dirigem para terrenos mais altos. Foram vistos de 20 a 30 campanhóis reunidos em postes de cercas secas em áreas inundadas. Quando se aproximam, eles nadam para um terreno mais seguro nas proximidades. Nos locais onde os túneis se cruzam, eles às vezes estabelecem valas de 8-15 cm de comprimento por 3-5 cm de largura por 8-10 cm de profundidade.
Os campanhóis-de-cauda-cinzenta são difíceis de capturar ao vivo na natureza, pois é improvável que eles entrem em armadilhas do tipo cercado. As armadilhas mais eficazes são colocadas discretamente ao longo dos caminhos comumente usados, de modo que os campanhóis corram diretamente para eles. Muito do que se sabe sobre os camapnhóiss foi obtido a partir da observação deles em cativeiro.

## Ecologia
|                 | Macho  |             | Fêmea  |             |
| Idade (semanas) | Peso   | Comprimento | Peso   | Comprimento |
| --------------- | ------ | ----------- | ------ | ----------- |
| 1               | 6 g    | 68,7 mm     | 5,5 g  | 66 mm       |
| 2               | 11 g   | 97,5 mm     | 10,3 g | 92,2 mm     |
| 3               | 16,5 g | 117 mm      | 15,2 g | 114,8 mm    |
| 4               | 21 g   | 129,5 mm    | 19,3 g | 24 mm       |
| 5               | 24,6 g | 136,9 mm    | 21,3 g | 129 mm      |
| 6               | 26,1 g | 140,9 mm    | 22,2 g | 131,1 mm    |
| 7               | 27,6 g | 144,8 mm    | 22,1 g | 132,6 mm    |
| 8               | 28,8 g | 146,9 mm    | 22,8 g | 134,3 mm    |

As informações sobre os hábitos reprodutivos dos campanhóis-de-cauda-cinzenta baseiam-se em estudos de animais em cativeiro. Em cativeiro, as fêmeas com apenas 18 dias de vida e pesando somente 12,5 g são capazes de se reproduzir. As ninhadas produzidas por essas fêmeas mais jovens resultam em ninhadas maiores, recém-nascidos de massa menor e taxas mais baixas de sobrevivência dos recém-nascidos. O período de gestação é de 21 a 23 dias e os recém-nascidos pesam cerca de 2,5 g. O tamanho médio da ninhada é de cerca de 4,5. Não se sabe com que frequência os campanhóis-de-cauda-cinzenta se reproduzem. É provável que a reprodução ocorra o ano todo.
Os campanhóis-de-cauda-cinzenta reconhecem parentes com base na familiaridade. Em condições de laboratório, os campanhóis-de-cauda-cinzenta que se conheciam produziram menos ninhadas do que os não familiares. O pareamento de campanhóis aparentados resultou em menor sobrevivência de filhotes do que o pareamento de indivíduos não aparentados. Acredita-se que os alimentos comuns do campanhol-de-cauda-cinzenta na natureza sejam gramíneas, trevos, cebola-selvagem e almeirão-do-campo. As alegações publicadas de que os campanhóis-de-cauda-cinzenta são onívoros carecem de referências ou evidências.
Embora os campanhóis-de-cauda-cinzenta sejam agora descritos como comuns, Bailey relatou que eles eram tão escassos que havia poucos espécimes disponíveis. Ele também afirmou que elas estavam presentes a leste da Cordilheira das Cascatas, mas autoridades posteriores refutaram essa afirmação. Sua densidade populacional flutua muito durante o ano. Não há muitos dados disponíveis para calcular a densidade populacional no campo, mas estudos em ambientes mais controlados geram estimativas de cerca de 600 animais por 1 hectare.

## Interação com seres humanos
Os campanhóis-de-cauda-cinzenta têm sido usados em projetos de pesquisa de laboratório para estudar os efeitos de deficiências minerais, como o selênio, que está em falta nos solos do Vale do Willamette. Eles também foram usadas em estudos sobre modificações de rações para gado, incluindo o pré-tratamento de rações por fermentação, brotação de grãos nas rações e eliminação de isótopos radioativos de alimentos contaminados.
Os campanhóis-de-cauda-cinzenta podem se tornar tão abundantes em sua área de distribuição que os seres humanos podem tomar medidas para controlar as populações. Capturá-los é um desafio.

## Status de conservação
O campanhol-de-cauda-cinzenta está listado como “pouco preocupante” pela IUCN (União Internacional para a Conservação da Natureza). Não há ameaças importantes reconhecidas a essa espécie comum. Embora sua área de distribuição seja limitada (menos de 20.000 km²), ele se desenvolve em ambientes agrícolas, de modo que a conversão de terras para tais fins não é problemática. Essa espécie está listada como segura pela NatureServe.